# سام واتلوك
صموئيل لورانس وايتلوك ولد في 12 اكتوبر 1988 يلعب كخط ثاني ( 2.03 متر – 120كغ ). يلعب في سوبر رجبي مع فريق نوفال زيلاند.
بعد فوزه ببطولة العالم للرجبي للناشئين في عام 2008، في عام 2010 أصبح سام وايتلوك لاعبًا دوليًا نيوزيلنديًا ، وفاز بلقبين في بطولة العالم ، في عامي 2011 و2015 .

## سيرة شخصية
ينحدر سام وايتلوك من عائلة لاعيبين لي كرة الرغبي . كان والده، برايدن وايتلوك، من فئة جونيور أول بلاكس (اختيار نيوزيلندا الآمال) ووالدته، كارولين دالزيل هي أخت عضو سابق في فريق أول بلاك، نالسون دالزيل . يلعب إخوته الثلاثة أيضًا لعبة الركبي في مقاطعة كانتربري . جورج هو أكبر الإخوة وايتلوك، وهو لاعب دولي نيوزيلندي منذ عام 2009 كجناح في الخط الثالث، ويلعب آدم كلاعب وسط أو جناح وأصغر الأشقاء، لوك الذي يلعب في الخط الثالث انضم إلى كانتربري في عام 2010. تم اختيار سام وايتلوك لفريق المدرسة النيوزيلندية في عامي 2005 و 2006 وللمعسكر التدريبي لفريق كرة السلة النيوزيلندي تحت 18 عامًا.